# Mesochorus rufoniger
Mesochorus rufoniger är en stekelart som beskrevs av Carl Gustav Alexander Brischke 1880. Mesochorus rufoniger ingår i släktet Mesochorus och familjen brokparasitsteklar. Arten är reproducerande i Sverige. Inga underarter finns listade i Catalogue of Life.